# Куртелари
Куртелари (нем. Courtelary) — коммуна в Швейцарии, окружной центр, находится в кантоне Берн.
Входит в состав округа Куртелари. Население составляет 1199 человек (на 31 декабря 2006 года). Официальный код — 0434.

## Известные уроженцы
- Бегелин, Николас де (1714—1789) — швейцарский учёный, физик, математик, философ, писатель, академик. Доктор наук. Воспитатель короля Пруссии Фридриха Вильгельма II.